# Reykjarfjörður (Arnarfjörður)
Der Reykjarfjörður ist ein Fjord in den Westfjorden von Island.
Er liegt im südlichen Arm des Arnarfjörður und ist der kleinste der sogenannten Suðurfirðir. Der Fjord liegt westlich des Trostansfjörður und östlich des Fossfjörður. Um den Reykjarfjörður verläuft der hier nicht asphaltierte Bíldudalsvegur . Er verbindet den Ort Patreksfjörður mit dem Vestfjarðavegur  in Richtung Norden. Der Fjord reicht zwei Kilometer weit ins Land und ist knapp einen Kilometer breit. Innen im Fjord gibt es ein kleines Freibad (Reykjarfjarðarsundlaug), das von örtlichen heißen Quellen gespeist wird. Für lange Zeit gab es in diesem Fjord den Doppelhof Neðri- und Fremri-Reykjafjörður (isl. Unterer- und Vorderer Rauchfjord). Beide sind inzwischen aufgegeben.